# محمد هاشم أبو شعبان
محمد هاشم أبو شعبان (أبوحازم) هو محامي فلسطيني ولد بتاريخ 1956/10/20م واغتيل في 1993/9/21م.

## حياته
ولد بتاريخ 1956/10/20م، درس الابتدائية في مدرسة الإمام الشافعي والإعدادية في مدرسة اليرموك والثانوية في مدرسة فلسطين ثم درس الحقوق في جامعة بيروت .والتحق هناك بحركة فتح وحصل علي تدريبات عسكرية في معسكر دوما التابع لحركة فتح في بيروت وبسبب الثورة في لبنان انتقل إلي القاهرة للعمل ضمن صفوف الحركة هناك وأكمل دراسته الجامعية بجامعة الإسكندرية كلية الحقوق وتخرج منها وعاد إلي قطاع غزة وبعد أن أنهي فترة التدريب للمحاماة زاول مهنته في نقابة المحامين وكان من المحامين الأكفاء والمخلصين بعملهم وحبهم لوطنهم وبدأعمله في مجال القانون وكان له الفضل الكبير في حث مجلس الحقوق علي أن يعقد جلساته لإجراء امتحانات للمتدربين ليحصلوا على إجازة لممارسة مهنة المحاماة وكون لجنة الدفاع عن المعتقلين والتي كان عمل هذه الجنة تطوعا وبدون أية مقابل وبالاشتراك مع بعض المحامين الآخرين وكان يقف أمام المحاكم العسكرية مواقف شجاعة ويرفض أسلوب الصفقات مع المدعي العسكري وعمل في الإطار التنظيمي لخدمة الوطن وكان ناشطا فعالا في مجال حقوق الإنسانحيث أنشأ مركز غزة لحقوق الإنسان الذي كانت من مهام المركز الدفاع عن رجال المقاومة المسجونين في إسرائيل،والدفاع عن أبناء شعبنا ضد العنف والاحتلال حيث كان هو أحد قيادي حركة فتح وكان علي إتصال مباشر مع تونس مع الرئيس الراحل ياسرعرفات كما عمل على تأسيس حركة طلائع الفاتحين في مدينة غزة وبالتنسيق مع الرئيس أبوعمار، لتكون هي الداعمة لحركة فتح مما أدى ذلك إلى إثارة بعض المنافسين له في حركة فتح الذين خططوا بعد ذلك لاغتياله حفاظا علي مصالحهم الخاصة حتي يستطيعوا العبث والسرقة حيث يشائون ودون رقيب وحسيب وكان من أعمالة بالحركة هو خدمة ومساعدة أبناء الشعب في كافة المجالات والتحقيق في العديد من القضايا المهمة ومتابعة المختلسين والسارقين لأموال الشعب والتحقيق في قضايا الفساد وملاحقة المجرمين والاهتمام بقضايا المساجين والاجئين والشهداء والجرحى وأيضا كان رئيسا للجان السياسية وأمين سرها في الأراضي المحتلة حيث كانت اللجان السياسية تأخذ موقعها من المسيرة السلمية وتعد نفسها لخوض المرحلة القادمة من العملية التفاوضية وتضع برنامج لدعم مسيرة السلام وإطلاع الشارع الفلسطيني علي المعلومات التي يتم التوصل إليها بهذا الخصوص

## وفاته
في تاريخ 1993/9/21م تم دعوة الشهيد/ أبوحازم لإلقاء خطاب بمهرجان لحركة فتح في منطقة حي الزيتون في قطاع غزة وبنفس الوقت كان هناك كمينا آخر للإخون اللذين كانوا مكلفيف من قبل الحركة بحماية ومرافقة أبوحازم حيث تم إرسالهم بمهمة في منطقة النصر فذهبو إلى هناك فسرعان ماتم القبض عليهم من قبل قوات الاحتلال وأثناء بداية المهرجان قد بلغ أبوحازم بإخلاء المكان فورا لأسباب أمنية وحرصا علي سلامته وما كانت هذه إلاخدعة له حتي يتمكنو من اغتياله فخرج أبوحازم من المهرجان ومعهه إبنه حازم وكان عمره في ذلك الوقت 12 عاماوكان أيضا معه أخيه وأحد أصدقائه القيادين بحركة فتح فأثناء قيادته لسيارته من نوع أودي وبالتحديد عند مروره من جانب مدرسة صفد في حي الزيتون قد حوصر من ثلاث سيارات إحداهماأودي من نفس نوع سيارته والأخريات من نوع بيجو وسرعان ما نزل أشخاص من تلك السيارات ووجهو أسلحتهم بإتجاه كل من هو بداخل السيارة وقام ملثم منهم بإطلاق النا مباشرة من ناحية شباك السيارة حيث يجلس أبوحازم فأطلق أولي العيارات النارية بإتجاه الرأس فتصدا لها أبوحازم بيده اليسري فأصيب بها فسرعان ما وجة المجرم الجاني مسدسه إلى منطقة القلب وأطلق رصاصته فأخترقت القلب بصورة مباشرة واستشهد في حينها المناضل البطل محمد هاشم فثار كل من كان بالمكان وعبرو عن غضبهم بإلقاء الحجارة علي المجرمين وملاحتقهم ولكن هربوا من المكان بسرعة وتم نقل الشهيد إلي مستشفي الشفاء بغزة ولكن كان قد فارق الحياة فتم تجهيزه ونقله إلي بيته الكائن في منطقة الرمال بغزة حتي يودعه أهله وأحبابه قبل دفنه وقد خرجت له جنازة كبيرة ومشرفة ضمت كل أبناء القطاع وباختلاف انتماآتهم تعبيرا علي حزنهم وغضبهم لفقدان أبوحازم وأقيم له بيت عزاء حضره كل أبناء القطاع والعديد من القيادات السياسيين، كما تحدث تلفونيا العديدون من القيادات الذين كانو خارج البلد وعبروا عن أسفهم وحزنهم الشديدن بإستشهاد قائد مناضل تشهد له الأمة بنقائه وشجاعته وخدمته لأبناء وطنه وكان علي رأسهم الرئيس الفلسطيني الراحل ياسر عرفات.

## تكريمه
تم تكريم الشهيد المحامي أبوحازم تكريمات عديدة في مجال حقوق الإنسان وعلى دوره الفعال بنقابة المحامين ومن ضمن هذه التكريمات في عام 2003 م، حول اسم الميدان الدائري المقابل لمنزله -وهو تقاطع شارع الشهداء مع شارع شارل ديغول- من «دوار الوكالة» إلى «دوار الشهيد محمد هاشم أبو شعبان (أبو حازم)» بنائا علي قرار من الرئيس الراحل ياسر عرفات.
كما تم تكريمه سنة 1994م من قبل نقابة المحامين بغزة علي دوره في مجال القانون وخدمة الشعب وأيضا تم تكريمه في القاهرة بتاريخ 9/11/2013 من قبل الرئيس الفلسطيني أبو مازن ومنحه وسام نوط القدس "تقديرًا لدوره ونضاله الوطني دفاعًا عن أبناء شعبه وعمله المخلص في مجال القانون وحقوق الإنسان".